# District de Putuo (Zhoushan)
Pour les articles homonymes, voir Putuo.
Le district de Putuo (普陀区 ; pinyin : Pǔtuó Qū) est une subdivision administrative de la province du Zhejiang en Chine. Il est placé sous la juridiction de la ville-préfecture de Zhoushan. Le district tire son nom de l'île de Putuo, sur laquelle se trouve le Putuo Shan, une montagne sacrée.